# ルイス・ジ・アラウージョ・ギマランイス・ネト
ルイス・ジ・アラウージョ・ギマリャンイス・ネト（Luiz de Araújo Guimarães Neto，1996年6月2日 - ）は、ブラジル・サンパウロ州出身のサッカー選手。ポジションはミッドフィールダー。アトランタ・ユナイテッドFC所属。

## 経歴
2016年2月26日、2016U-20コパ・リベルタドーレスの得点王に輝いた後、グレミオ・ノヴォリゾンチーノに期限付き移籍した。
2017年6月4日、AAポンチ・プレッタ戦に勝利した2日後にリールに移籍することを発表した。
2021年8月6日、アトランタ・ユナイテッドFCに移籍した。

## タイトル
LOSCリール
- リーグ・アン 2020-21
- トロフェ・デ・シャンピオン 2021